# Íñigo de Arteaga y Falguera
Íñigo de Loyola de Arteaga y Falguera (Madrid, 14 de noviembre de 1905 – Marbella, 19 de marzo de 1997) fue un militar y noble español, xviii duque del Infantado, grande de España y capitán general de la II Región Militar.

## Biografía
Fue caballero de la Orden de Santiago, caballero de la Real Maestranza de Caballería de Zaragoza y gentilhombre grande de España con ejercicio y servidumbre del Rey Alfonso XIII, y era capitán cuando se proclamó la Segunda República Española en 1931.
El inicio de la guerra civil le sorprendió en Madrid, de donde pasó a la zona franquista participando en la guerra.
Ejerció como profesor y director de la Escuela Superior del Ejército, formando parte también del Consejo Privado del Conde de Barcelona y siendo capitán general de Sevilla y Baleares. 
Asimismo poseía la gran-cruz de la Orden de San Hermenegildo, la gran-cruz de la Orden de Isabel la Católica y las grandes-cruces del Mérito Militar, del Mérito Aeronáutico, del Mérito Naval y de la Orden Civil de la Beneficencia. Fue condecorado con Cruces de Guerra con Palmas y al Mérito Militar.
Fue además fundador y presidente de la Asociación Española de Lucha contra el Cáncer durante treinta años, y patrono del Real Colegio de España en Bolonia (Italia).
Contrariamente a los media, el duque del Infantado no era el mayor propietario de tierra de la población de Marinaleda, donde nunca tuvo tierra. Mediante acciones de presión popular lideradas por el alcalde Juan Manuel Sánchez Gordillo se logró que parte de esas tierras, en concreto aproximadamente 500 Ha y no las 1200 Ha actuales, el cortijo de la finca de El Humoso en Écija, del que era únicamente usufructuario, propiedad de sus hijos, fuera vendida, libremente, al IARA, por escritura de 9 de junio de 1987, y esas tierras pasaran a la población y se pusieran a disposición de los habitantes de Marinaleda y fueran la base del proceso político y social que se ha producido en esa población, según algunos, un ejemplo de alternativa al sistema capitalista

## Títulos nobiliarios
Íñigo de Arteaga ostentó los siguientes títulos nobiliarios: 
- xviii duque del Infantado.
- xiv duque de Francavilla.
- xix marqués de Santillana.
- xvi marqués de Cea.
- xiii marqués de Armunia
- xiii marqués de Ariza.
- xiii marqués de Estepa.
- xiii marqués de Vivola.
- x marqués de Monte de Vay.
- ix marqués de Valmediano.
- xxi conde de Saldaña.
- xix conde del Real de Manzanares.
- xvii conde del Cid.
- xii conde de la Monclova.
- xi conde de Santa Eufemia.
- vi conde de Corres.
- vi conde del Serrallo.
- iv conde de Santiago.
- xxvii señor de la Casa de la Vega
- xxiv señor de la Casa de Lazcano.
- Almirante de Aragón.[1]